# Acalolepta hepatica
Acalolepta hepatica là một loài bọ cánh cứng trong họ Cerambycidae.